# Cantón El Empalme
Cantón El Empalme är en kanton i Ecuador.   Den ligger i provinsen Guayas, i den centrala delen av landet, 150 km sydväst om huvudstaden Quito. Antalet invånare är 74 451. Arean är 711 kvadratkilometer.
Terrängen i Cantón El Empalme är platt.